# Гак-е Олія
Гак-е Олія (перс. حك عليا) — село в Ірані, у дегестані Поль-е Доаб, у бахші Заліян, шагрестані Шазанд остану Марказі. За даними перепису 2006 року, його населення становило 373 особи, що проживали у складі 99 сімей.

## Клімат
Середня річна температура становить 11,21 °C, середня максимальна – 29,64 °C, а середня мінімальна – -10,06 °C. Середня річна кількість опадів – 285 мм.
| Клімат поселення                              | Клімат поселення | Клімат поселення | Клімат поселення | Клімат поселення | Клімат поселення | Клімат поселення | Клімат поселення | Клімат поселення | Клімат поселення | Клімат поселення | Клімат поселення | Клімат поселення | Клімат поселення |
| Показник                                      | Січ.             | Лют.             | Бер.             | Квіт.            | Трав.            | Черв.            | Лип.             | Серп.            | Вер.             | Жовт.            | Лист.            | Груд.            |                  |
| Середній максимум, °C                         | 5,81             | 7,62             | 11,58            | 17,84            | 23,01            | 28,05            | 29,64            | 29,48            | 24,82            | 18,74            | 11,97            | 6,58             |                  |
| Середня температура, °C                       | −2,12            | −0,32            | 3,64             | 9,92             | 15,09            | 20,12            | 24,13            | 23,96            | 19,30            | 13,24            | 6,48             | 1,06             |                  |
| Середній мінімум, °C                          | −10,06           | −8,24            | −4,3             | 1,98             | 7,17             | 12,19            | 18,62            | 18,45            | 13,80            | 7,73             | 0,98             | −4,43            |                  |
| Норма опадів, мм                              | 43               | 39               | 51               | 38               | 32               | 6                | 1                | 1                | 0                | 7                | 27               | 40               |                  |
| Середньомісячна швидкість вітру, м/с          | 1.82             | 2.42             | 3.01             | 3.18             | 2.81             | 2.47             | 2.39             | 2.36             | 2.26             | 2.12             | 1.69             | 1.95             |                  |
| Середньомісячна сонячна радіація, кДж/м²·день | 9257             | 12439            | 14971            | 18277            | 22218            | 26906            | 25862            | 24167            | 21335            | 15809            | 10965            | 8970             |                  |
| --------------------------------------------- | ---------------- | ---------------- | ---------------- | ---------------- | ---------------- | ---------------- | ---------------- | ---------------- | ---------------- | ---------------- | ---------------- | ---------------- | ---------------- |
| Джерело:                                      |                  |                  |                  |                  |                  |                  |                  |                  |                  |                  |                  |                  |                  |